# Герб Краснокаменска
Герб Краснокаменска — является символом города Краснокаменска.

## История
Герб города Краснокаменска и Краснокаменского района утвержден решением Думы района № 45 от 15 июня 2000 года.
По итогам конкурса лучшим был признан эскиз дизайнера В. М. Трухиной.

## Описание герба
1) Краснокаменск — слово обозначает название города, районного центра.
2) Зеленый цвет — символизирует расположение района на государственной границе, плодородную приаргунскую степь.
3) Желтый цвет — символизирует основное направление деятельности сельского хозяйства района — производства зерна.
4) Солнце — символизирует солнечное Забайкалье и плодородие.
5) Голубой цвет — символизирует прозрачное, ясное небо и реку Аргунь.
6) Красный цвет — символизирует деятельность градообразующего предприятия ОАО ППГХО — добычу урановой руды.
7) 1968 год — год образования г. Краснокаменска.

8) Знак атома — символизирует принадлежность градообразующего предприятия к атомной промышленности.